# Anoplodactylus ophiurophilus
Anoplodactylus ophiurophilus is een zeespin uit de familie Phoxichilidiidae. De soort behoort tot het geslacht Anoplodactylus. Anoplodactylus ophiurophilus werd voor het eerst wetenschappelijk beschreven door Stock. 